# بيل غرين (عداء سريع)
بيل غرين (بالإنجليزية: Bill Green)‏ هو عداء سريع أمريكي، ولد في 10 مايو 1961 في بيتسبرغ في الولايات المتحدة، وتوفي في 4 مارس 2012 في سبوكين في الولايات المتحدة بسبب سرطان.

## وصلات خارجية
- بيل غرين على موقع الاتحاد الدولي لألعاب القوى (الإنجليزية)